# Araripina
Araripina est une municipalité brésilienne située dans l'État du Pernambouc.